# Православие в Объединённых Арабских Эмиратах
Православие в Объединённых Арабских Эмиратах — христианская деноминация в Объединённых Арабских Эмиратах.
На 2011 год число православных в ОАЭ составляло около 5 тысяч человек, что соответствует 0,1 % населения страны.
Из православных церквей в стране представлены: Русская православная церковь, построившая в городе Шардже церковь в честь св. апостола Филиппа и Антиохийская православная церковь с храмом Святителя Николая в Абу-Даби.
Xрам в честь св. апостола Филиппа был заложен 9 сентября 2007 года, а его строительство завершено 2 июня 2011 года. Настоятелем прихода является игумен Александр (Заркешев), который также является председателем совета Ассоциации российских соотечественников в ОАЭ.